# Johann Lhou Moha
Johann Lhou Moha, parfois orthographié Yohann Lhou Moha, né en 1967, est un handballeur international et entraîneur français. Il mesure 1.85 m pour 81 kg. Il évoluait au poste d'ailier droit.

## Biographie
Johann Lhou Moha se révèle au RC Strasbourg, étant nommé parmi les meilleurs ailiers droits du Championnat de France 1989-1990. Entre 1993 et 1994, il totalise six sélections avec l'équipe de France de handball,. 
Il quitte Strasbourg en 1995 pour le SC Sélestat où il évolue de nombreuses saisons.
A la fin de sa carrière de joueur, il obtient son diplôme d'entraineur. Il a ainsi entraîné Reichstett de 2001 à 2005, l'ASL Robertsau : de 2005 à 2009 et l'équipe réserve du Grand Besançon Doubs Handball de l'été 2021 à mars 2023.
De juillet à décembre 2023, il entraîne le Cercle sportif Vesoul Haute-Saône qui évolue en Nationale 2 féminine
Son fils, Hugo Lhou Moha, est également handballeur professionnel.